# How Can I Sleep with Your Voice in My Head
How Can I Sleep With Your Voice in My Head è il secondo album live del gruppo norvegese a-ha; pubblicato nel 2003.

## Tracce

### DVD
1. Forever Not Yours(Morten Harket, Ole Sverre-Olsen, Magne Furuholmen) — 4:33
2. Minor Earth Major Sky(Paul Waaktaar-Savoy / Magne Furuholmen) — 5:41
3. Manhattan Skyline(Pål Waaktaar / Magne Furuholmen) — 5:50
4. I've Been Losing You(Pål Waaktaar) — 4:09
5. Crying in the Rain(Howard Greenfield / Carole King) — 4:56 (Cover degli Everly Brothers)
6. The Sun Always Shines on T.V.(Pål Waaktaar) — 5:51
7. Did Anyone Approach You?(Paul Waaktaar-Savoy) — 4:53
8. The Swing of Things(Pål Waaktaar) — 5:27
9. Lifelines(Magne Furuholmen) — 4:37
10. Stay on These Roads(Pål Waaktaar / Magne Furuholmen / Morten Harket) — 3:34
11. Hunting High and Low(Pål Waaktaar) — 5:54
12. Take on Me(Pål Waaktaar / Magne Furuholmen / Morten Harket) — 5:42
13. The Living Daylights(John Barry, Pål Waaktaar) — 7:32
14. Summer Moved On(Paul Waaktaar-Savoy) — 4:41

### CD Bonus
1. Scoundrel Days(Pål Waaktaar / Magne Furuholmen)
2. Oranges on Appletrees(Magne Furuholmen, Morten Harket)
3. Cry Wolf(Pål Waaktaar / Magne Furuholmen)
4. Dragonfly(Magne Furuholmen)
5. Time and Again(Paul Waaktaar-Savoy)
6. Sycamore Leaves(Paul Waaktaar-Savoy)
7. a-ha Tourbook (Video)